# مصاهرة (القانون)

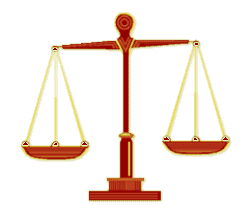

المصاهرة، (بالإنجليزية: Affinity)‏، في القانون، هي علاقة القرابة بين شخصين أو أكثر نتيجة لزواج شخص ما. تختلف عن القرابة (علاقة الدم). المصاهرة هي العلاقة بين كل طرف في الزواج، مع أقارب الشريك الآخر في الزواج. لكن المصاهرة، لا تغطي العلاقة الزوجية بين الطرفين.
بموجب القانون، يعرف هؤلاء الأقارب بالزواج باسم الأصهار. ويتم الإشارة إليهم باسم «القوانين الداخلية»، حيث يتم تعريف المصاهرة عادة، بإضافة «قانون الزواج» إلى درجة القرابة.
على الرغم من اختلاف القوانين، إلا أن المصاهرة لا تنتهي بموت أحد الزوجين الذين تمت المصاهرة بسببهم. ولا تنتهي أيضا بطلاق الزوجين. ويمكن أن تشمل «المصاهرة» أيضا في بعض الأحيان صلة القرابة بالتبني، وعلاقة الخطوة.